# Komisárek

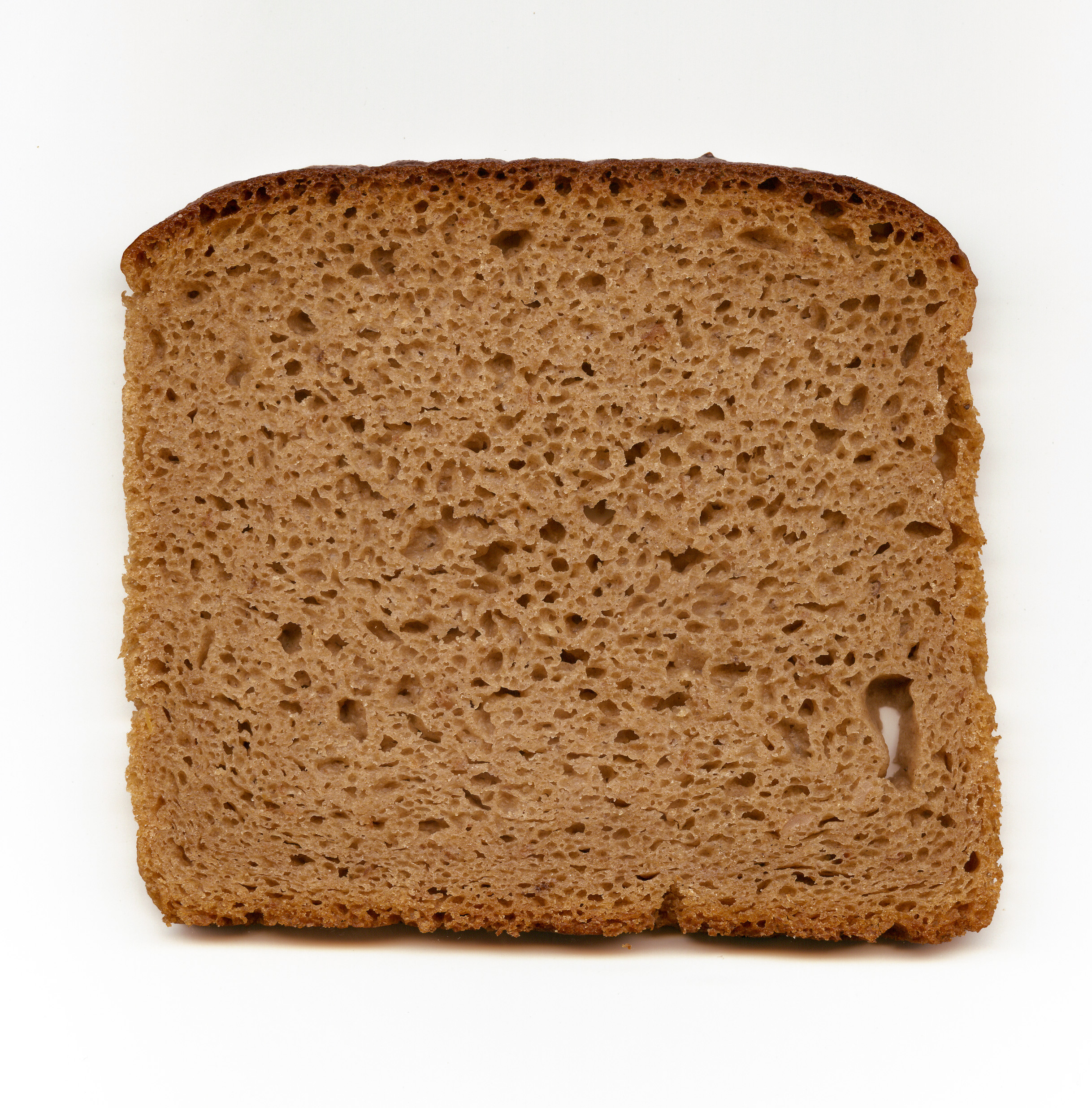
Komisárek

Komisárek (německy Komissbrot) byl druh chleba určený pro rakousko–uherské a německé vojsko. Měl hranatý tvar, byl málo solený a vyrobený z černé žitné mouky. Jeho hmotnost 750 g odpovídala tomu, že každý voják zpravidla obdržel na každý den jeden bochník komisárku. V nouzi za první světové války se mouka nastavovala různými náhražkami.